# Pegging (Wirtschaftsinformatik)
Als Pegging bzw. Bedarfsursache bezeichnet man in MRP-Rechnungen (auch MRP II oder ERP) die Möglichkeit, den Ursprung eines Bedarfs zu sehen, die zu einem ausgelösten Auftrag führten.
Die Materialplanungsfunktion von klassischen MRP/MRP II/ERP-Systemen summiert Primär- und Sekundärbedarfe nach parametrierten Vorgaben. Dadurch geht die Beziehung des Fertigungsauftrags zum Kundenauftrag verloren – eine Komponente könnte ja in Produkte für verschiedene Kundenaufträge einfließen. Um bei Änderungen noch handlungsfähig zu bleiben, wurde die Funktion des Peggings (engl. feststecken) – im Jargon auch Drill-Down genannt – eingeführt, mit der ein Disponent den Auftrag finden kann, dessen Termin-, Mengen- oder Lagerveränderung zu der Veränderung des resultierenden Sekundärbedarfs führte.
Man unterscheidet fixes und dynamisches Pegging.
- Beim fixierten Pegging bleibt die Zuordnung eines übergeordneten Bedarfs zu einem nachgeordneten Bedarf bei der Planung erhalten.
- Beim dynamischen Pegging kann sich – abhängig von der Planungssituation – die Zuordnung von übergeordneten Bedarfen zu nachgeordneten Bedarfen ändern.

## Beispiel
Eine Komponente „A“ wird aus 2 Teilen „B“ und 1 Teil „C“ montiert.
Für die Komponente „A“ gibt es in der gleichen Woche einen Bedarf von 10 Stück und einen 2. Bedarf von 20 Stück.
Daraus folgt, dass in der vorhergehenden Woche 60 Teile B ((10+20)*2) und 30 Teile C (10+20) hergestellt werden müssen.
Verändert sich jetzt einer der übergeordneten Bedarfe, z. B. der Auftrag über 10 Teile reduziert sich auf 5), dann zeigt der Bedarf „plötzlich“ 50 Teile B und 25 Teile C an.
Pegging erlaubt es dem Disponenten zu sehen, welcher Auftrag (also der für 10 oder der für 20 Teile A) sich verändert hat.